# Малюк Михайло Михайлович
Михайло Михайлович Малюк (народився 10 червня 1955, в селі Унин, нині Тетерівське Іванківського району Київської області – помер 22 жовтня 2016 в місті Буча Київської області, похований у рідному селі) – український прозаїк, публіцист, видавець.

## Життєпис
Закінчив Київський університет (1980).
Працював у газетах «Молода гвардія» (1975–77), «Сільські вісті» (1977–83), щорічнику «Наука і культура» (1987–91), головним редактором видавництв «Генеза» (1993–99) та «Неопалима купина» (1999–2016). 
Від 1993 видавав літературно-художній та історичний часопис «Неопалима купина».
Повернув у науковий обіг низку призабутих імен діячів української культури 19 ст., серед них – Пилип Морачевський, Трохим Зіньківський, Олександр Шишацький-Ілліч. 
Автор книг «Забутий смак свіжини» (2002) та «Непригріті славою» (2006; обидві – Київ), численних публікацій у літературно-мистецькій періодиці, збірниках та антологіях.
Як прозаїка його цікавила доля людини 20–21 ст., він вирізнявся ясним стилем, виваженою мовою, вибагливою композицією. 
Писав також казки для дітей:
- «Легенда про Катерину» («Вічна казка: Зб. казок», К., 1992),
- «Хутя» («Неопалима купина», 2006, № 1),
- «Довга кладка через хмарку» (там само, 2006, № 4–5),
- «Домовичок» (там само, 2007, № 5–6).

Інші твори:
- Знаєш, яка то радість – світло в вікні // Наука і культура. 1989. Вип. 23;
- Різдвяні забави сорок сьомого року // Квіти в темній кімнаті. К., 1997;
- Галіфе з єврейського базару // Опудало. К., 1997;
- Зимова дорога в спасенний край // Кур’єр Кривбасу. 1998. № 108;
- «...На волі, на чужині працювати для волі свого народу...» (Нарис про Агапія Гончаренка) // Неопалима купина. 2007. № 3–4;
- Він не впав під ударами долі (Розвідка про Петра Єфименка) // Там само. 2008. № 3–4;
- Полісся: Пісні, місцеві слова та вирази // Там само. 2010. № 3–4.